# إدواردو باليريني
إدواردو باليريني (بالإنجليزية: Edoardo Ballerini) مواليد 20 مارس 1970 في لوس أنجلوس، هو ممثل ومخرج ومنتج أمريكي بدأ مسيرته الفنية سنة 1995.

## الأعمال
- الإبتدائية
- باتمان الجرأة والشجاعة
- سجلات ساره كونر
- آل سوبرانو
- دون أثر
- المسحورات
- 24
- إن واي بي دي بلو
- روميو يجب أن يموت

## وصلات خارجية
- إدواردو باليريني على موقع IMDb (الإنجليزية)
- إدواردو باليريني على موقع ألو سيني (الفرنسية)
- إدواردو باليريني على موقع ميوزك برينز (الإنجليزية)
- إدواردو باليريني على موقع أول موفي (الإنجليزية)
- إدواردو باليريني على موقع قاعدة بيانات الأفلام السويدية (السويدية)
- إدواردو باليريني على موقع قاعدة بيانات الفيلم (الإنجليزية)
- إدواردو باليريني على موقع كينوبويسك (الروسية)
- الموقع الرسمي